# بخش سوتنس
بخش سوتنس (به سوئدی: Sotenäs kommun) یک ناحیه شهری در سوئد است که در شهرستان وسترا گوتلاند واقع شده‌است.